# Medal Sił Powietrznych (Wielka Brytania)
Medal Sił Powietrznych (ang. Air Force Medal, AFM) – brytyjskie odznaczenie wojskowe przyznawane podoficerom i szeregowym Brytyjskich Sił Zbrojnych, państw Brytyjskiej Wspólnoty Narodów oraz państw sojuszniczych, za czyny męstwa, dzielności lub poświęcenia dokonane w trakcie lotu, jednak nie podczas akcji bojowych przeciwko wrogowi. Od roku 1993 nie nadawany; odtąd również podoficerowie i szeregowi mogą otrzymywać Krzyż Sił Powietrznych, przeznaczony wcześniej wyłącznie dla oficerów.

## Odznaczeni
6 takich odznaczeń otrzymali Polacy za zasługi podczas II wojny światowej.